# 極化性
在物理學裏，感受到外電場的作用，中性原子或分子會改變其正常電子雲形狀，衡量這改變的物理量稱為極化性（polarizability）。以方程式表達，
{\displaystyle \mathbf {p} =\alpha \mathbf {E} }；
其中，{\displaystyle \mathbf {p} }是由於電子雲形狀的改變而產生的電偶極矩，{\displaystyle \alpha }是極化性，{\displaystyle \mathbf {E} }是外電場。
極化性的國際單位為：{\displaystyle C\ m^{2}\ V^{-1}}（库仑·米2·伏特−1）。而伏特單位可以表達為（請注意，方括弧內的符號代表單位，不代表物理量）
{\displaystyle 1\ [V]={\frac {1\ [C]}{4\pi \epsilon _{0}\cdot \ 1\ [m]}}}；
其中，{\displaystyle \epsilon _{0}}是電常數。
所以，{\displaystyle \alpha }/（{\displaystyle 4\pi \epsilon _{0}}）的單位是{\displaystyle m^{3}}，稱此常數為體積極化性。例如，氫氣的體積極化性是{\displaystyle 0.667{\text{x}}10^{-30}m^{3}}或{\displaystyle 0.667} Å3。
極化性是個微觀量，它和相對電容率{\displaystyle \epsilon _{r}}的關係式，稱為克勞修斯-莫索提方程式：
{\displaystyle \alpha ={\frac {3\epsilon _{0}}{N}}\left({\frac {\epsilon _{r}-1}{\epsilon _{r}+2}}\right)}；
其中，{\displaystyle N}是單位體積的原子數目。
前面定義的極化性{\displaystyle \alpha }是個純量，這意味著外電場只能產生與其平行的電偶極矩，也就是說，朝著{\displaystyle {\hat {x}}}方向的電場只能造成朝著{\displaystyle {\hat {x}}}方向的電偶極矩。但是，對於某些物質，朝著{\displaystyle {\hat {x}}}方向的電場，也會造成朝著{\displaystyle {\hat {y}}}方向或{\displaystyle {\hat {z}}}方向的電偶極矩。這時候，極化性{\displaystyle \alpha }變為二階張量，必須用3 x 3 矩陣來描述。

## 參閱
- 電極化
- 磁化強度